# Verblassender Täubling
Der Verblassende Täubling oder Ausblassende Birken-Täubling (Russula exalbicans, Syn.: Russula pulchella) ist ein Pilz aus der Familie der Täublingsverwandten. Es ist ein mittelgroßer Täubling mit rosa bis weinrötlichem Hut, der besonders in der Mitte schnell verblasst. Man findet den Täubling recht häufig unter Birken.

## Merkmale

### Makroskopische Merkmale
Der Hut ist 5–10 cm breit, erst halbkugelig, dann gewölbt bis abgeflacht und zuletzt niedergedrückt. Die Mitte ist dann oft eingedrückt bis exzentrisch genabelt und der Rand verbogen. Er ist anfangs meist rosa oder weinrötlich gefärbt und hat in der Mitte teilweise auch olivgrüne Partien. Die Farben blassen aber schon bald bis auf eine schmale rötliche Randzone aus. Der Hut ist dann oft völlig schmutzig gelblich oder gräulich weiß. Die Huthaut ist meist seidig glänzend und bei Feuchtigkeit schmierig. Sie lässt sich oft nur schwer abziehen.
Die Lamellen stehen gedrängt und sind trüb weißlich bis hellocker gefärbt. Sie können einen grünlichen oder graulichen Schimmer aufweisen. Oft sind sie mit kürzeren Lamelletten untermischt oder gegabelt.
Der Stiel ist 3–7 cm lang und 1,5–3 cm breit, ziemlich kurz und stämmig. Er ist weiß, seltener auch rosa überhaucht und bald grauadrig. Im Alter und besonders bei Nässe kann er auch leicht grauen.
Das Fleisch ist weiß, doch graut es leicht bei feuchtem Wetter. Der Geruch ist leicht obstartig. Der Geschmack ist schärflich, in den Lamellen von jungen Exemplaren auch scharf. Ältere Fruchtkörper sind mitunter völlig mild.

### Mikroskopische Merkmale
Die ellipsoiden Sporen sind 8–10 µm lang und 6–7 μm breit. Sie sind mit 0,7 μm hohen, meist isoliert stehende Warzen besetzt, von denen einige gratig oder durch Linien zu einem ziemlich schwach entwickelten Netz verbunden sind. Die Pileozystiden sind zylindrisch, spindelförmig oder schmal keulenförmig, gelegentlich septiert. Sie sind 3,5–6 (8) µm breit. Die Pleurozystiden sind meist stumpf, 40–65 µm lang und (5,5) 8–10 µm breit. Sie färben sich in der Sulfovanillinreaktion meist nur schwach an. Die Huthauthyphen haben Vakuolen- aber keine Membranpigmente.

## Ökologie
Der Verblassende Täubling ist wie alle Täublinge ein Mykorrhizapilz, der nahezu ausschließlich mit Birken eine symbiotische Beziehung eingeht.
Man findet den Täubling daher vorwiegend in Birken- und Birken-Waldkiefernforsten oder unter Birken auf Waldlichtungen, an Waldrändern und auf Schlagfluren. Häufig findet man den Pilz auch unter Birken außerhalb von geschlossenen Baumbeständen, vor allem in Parkanlagen, unter Baumreihen an Straßen, Wegdämmen, Gräben, sowie auf basenreichen Trocken- und Halbtrockenrasen und auf Schlackenhalden.
Der Täubling liebt mäßig feuchte, flachgründige, humusarme und kalkreiche Böden. Nicht selten bildet die Art gemeinsam mit dem Flaumigen Birkenmilchling (Lactarius pubescens) eine Doppelmykorrhiza aus. Die Fruchtkörper erscheinen von Mai bis Anfang November, man kann den Pilz vom Flachland bis in das höhere Bergland hinein finden.

### Ausbildung einer Doppelmykorrhiza
Eine enge Assoziationen zwischen Ektomykorrhiza-Pilzen ist nichts Außergewöhnliches. Man findet sie zum Beispiel auch häufig zwischen Arten der Gattung der Schmierlinge (Gomphidius) und der Gattung der Schmierröhrlinge (Suillus). Obwohl die Arten der Schmierlinge selbstständige Ektomykorrhizen ausbilden können, wachsen ihre Hyphen oft in Mykorrhizen der Schmierröhrlinge ein.
Eine ganz ähnliche Assoziation mit der Ausbildung einer Doppelmykorrhiza findet man auch beim Verblassenden Täubling und dem Flaumigen Birkenmilchling (Lactarius pubescens) sowie bei seiner nah verwandten Schwesterart dem Zierlichen Birken-Täubling (Russula gracillima) und dem Birkenreizker (L. torminosus). Innerhalb dieser Assoziation scheinen die beteiligten Täublingsarten keine eigenständige Mykorrhiza auszubilden. Zumindest wurde eine solche trotz intensiver Suche nie gefunden. Dies spricht für eine parasitische Beziehung. Allerdings werden in dieser Partnerschaft die Fruchtkörper des Milchlings-Wirtes weder geschädigt noch deren Bildung unterdrückt. Man findet die Fruchtkörper von Täubling und Milchling regelmäßig nebeneinander. Möglicherweise fallen aber die Fruchtkörper der beteiligten Milchlingsarten etwas kleiner aus und es werden insgesamt weniger Fruchtkörper gebildet, als dies bei Milchlingen der Fall ist, die nicht mit einem Täubling zusammenleben. Auffällig ist, dass die beteiligten Arten eine hohe Wirtsspezifität aufweisen. Bisher wurde der Verblassende Täubling nur zusammen mit dem Flaumigen Birkenmilchling und der Zierliche Birken-Täubling nur zusammen mit dem Birkenreizker gefunden.
Eine solch spezifische Vergesellschaftung auf Artebene ist typisch für viele Parasiten. Weitere Indizien für eine parasitische Beziehung sind: das Fehlen einer eigenständigen Täublings-Mykorrhiza, die Beschränkung auf die Ausbildung des Hartigschen Netzes innerhalb der gemeinsamen Doppelmykorrhiza und die teilweise Unterdrückung des Wachstums der Milchlings-Fruchtkörper. Dabei greifen die Täublinge in die Symbiose zwischen Milchling und Birke ein, da sie nicht direkt auf dem Pilzpartner parasitiert. Die Täublinge beziehen ihre Kohlenhydrate von der Birke, ohne dabei einen Beitrag zur Versorgung des Baumes mit Wasser und Nährsalzen zu leisten. Innerhalb der Dreiecksbeziehung wird also in erster Linie die Birke geschädigt. Die Milchlingsarten werden insofern beeinträchtigt, als dass sie einen Teil der Assimilate, die der Baum zur Verfügung stellt, an ihren Täublingspartner abtreten müssen. Anders ausgedrückt, die Milchlinge machen die ganze Arbeit, müssen aber einen Teil ihres Lohnes an die Täublinge abgeben.
Diese eingespielte Vergesellschaftung scheint schon längere Zeit zu bestehen. Ein Hinweis dafür sind die stammesgeschichtlichen Verhältnisse der beteiligten Arten. Die beiden Schwesterarten Verblassender Täubling und Zierlicher Birken-Täubling bilden zusammen die Untersektion Exalbicantinae, die innerhalb der Sektion Firmae steht. Der Flaumige Birkenmilchling und der Birkenreizker sind ebenfalls Schwesterarten, aus der Sektion Tricholomoidei. Vermutlich war schon ein gemeinsamer Vorfahre der beiden Täublingsarten, also ein "Ur-Exalbicans" mit einem gemeinsamen Vorfahren der beiden Milchlinge, einem "Ur-Birkenmilchling" vergesellschaftet. Das Artenpaar Verblassender Täubling und Flaumiger Birkenmilchling entwickelte dann eine Vorliebe für kalkreiche, trockene Böden, während der Zierliche Birken-Täubling und der Birkenreizker eine Vorliebe für eher saure feuchte Böden entwickelte. Dabei bevorzugt der Flaumige Birkenmilchling und sein Täublings-Partner die Hängebirke (Betula pendula), um eine Doppelmykorrhiza auszubilden, während der Birkenreizker und sein Milchlings-Partner die Moorbirke (Betula pubescens) wählt. Beide Artenpaare sind somit ein typisches Beispiel für eine Synspeziation, eine parallele Artaufspaltung.

## Verbreitung

Europäische Länder mit Fundnachweisen des Verblassenden Täublings in Europa.
Legende:
Länder mit Fundmeldungen
Länder ohne Nachweise
keine Daten
außereuropäische Länder

Der Verblassende Täubling ist eine holarktische Art, die von der submeridionalen bis borealen Zone mit gemäßigt kühlem Klima verbreitet ist. Man findet die Art in Nordafrika (Marokko), Nordasien (Sibirien, Kamtschatka), in Nordamerika (USA), auf Grönland und in Europa.
Der Verblassende Täubling ist in Deutschland eine recht häufige und weit verbreitete Art.

## Systematik

### Infragenerische Systematik
Der Verblassende Täubling ist die Typusart der Untersektion Exalbicantinae, die innerhalb der Sektion Firmae steht. Die Untersektion enthält kleinere bis mittelgroße Täublinge mit vorwiegend rosa bis weinrötlich gefärbten Hüten. Der Stiel ist weiß oder rosa überlaufen und neigt bei Feuchtigkeit zum Grauen. Die Täublinge schmecken mäßig scharf und haben ein creme- bis ockerfarbenes Sporenpulver.

### Unterarten und Varietäten
- Syn.: Russula pulchella I.G.Borshch. wurde und wird noch immer in vielen Pilzführern als eigenständige Art angesehen. Es handelt sich dabei aber um etwas kleinere und schmächtigere Formen des Verblassenden Täublings. Der Hut wird nur bis zu 6 cm breit, die Huthaut ist radialaderig bis fein runzelig und bei Feuchtigkeit mehr oder weniger schmierig. Die Mittelscheibe des Hutes ist dunkler oder olivfarben. Die Lamellen sind schmutzig ockerfarben. Der Stiel ist eher kurz oder stämmig, bis zu 5 cm lang und bis zu 1 (1,5) cm breit. Er ist eher zerbrechlich und mehr oder weniger schmutzig oder aschfahl. Das Fleisch ergraut leicht, der Geruch ist unbedeutend oder fehlt.
- Russula exalbicans forma decolorata Sing. ist eine Form des Verblassenden Täublings, die von Anfang an grau oder gelblich weiß ist.

## Bedeutung
Der Verblassende Täubling ist kein Speisepilz.